# خانواده ماچادو
خانواده ماچادو (انگلیسی: Machado family) خانواده‌ای از جوجیتسوکاران، رزمی‌کاران ترکیبی و گراپلرهای برزیلی هستند. این خانواده بنیانگذار جوجیتسو برزیلی آرسی‌جی ماچادو است و با اعضای خانواده گریسی نسبت فامیلی دارند.
پیوند خانوادگی آنها با خانواده گریسی از طریق خواهر مادری‌شان، لایر، که با کارلوس گریسی ازدواج کرده بود، صورت می‌گیرد و آنها را پسرخاله کارلوس گریسی و خواهر و برادرانش و پسرخاله نسبی بقیه نسل دوم رزمی‌کاران گریسی می‌کند. خانواده ماچادو به همراه خانواده گریسی، پیشگامان جوجیتسو برزیلی در ایالات متحده هستند. آنها بر اساس سن، کارلوس، راجر، ریگان، ژان ژاک و جان هستند. خانواده ماچادو مدارس جوجیتسو برزیلی را در سراسر ایالات متحده افتتاح کرده‌اند.
خانواده ماچادو عمدتاً توسط پسرخاله خود کارلوس جونیور، برادر ناتنی‌اش رولز گریسی و پدر کارلوس و رولز، کارلوس گریسی، آموزش دیده‌اند. این برادران همچنین با دیگر اعضای برجسته خانواده گریسی، از جمله هلیو، کارلسون، ریکسون، هنزو، کرولین و ریلیون، آموزش دیدند. از آنجا، ماچادوها یک جوجیتسوی برزیلی را توسعه دادند که به نام جوجیتسوی برزیلی آرسی‌جی ماچادو شناخته می‌شد. کارلوس مدارسی را در سراسر ایالات متحده آمریکا و همچنین در مکزیک، انگلستان، فرانسه و استرالیا افتتاح کرد. ژان ژاک، راجر و ریگان در حال حاضر مدارسی را در کالیفرنیا اداره می‌کنند. جان ماچادو در سال ۲۰۱۴ کالیفرنیا را ترک کرد و در همان سال مدرسه‌ای در آلن، تگزاس افتتاح کرد.